# Egy Maulana Vikri
Egy Maulana Vikri (Medan, Indonesia; 7 de julio de 2000) es un futbolista de Indonesia que juega en las posiciones de mediapunta y extremo con el Dewa United FC de la Liga 1 de Indonesia.

## Carrera

### Club
| Periodo   | Club             |
| --------- | ---------------- |
| 2018–2021 | Lechia Gdańsk II |
| 2018–2021 | Lechia Gdańsk    |
| 2021–2022 | FK Senica        |
| 2022–2023 | Zlaté Moravce    |
| 2023–     | Dewa United FC   |

### Selección nacional
Ha estado en el proceso de selecciones nacionales de Indonesia desde la categoría sub-16, donde llegó a jugar en el Torneo Esperanzas de Toulon de 2017.
Debutó con Indonesia el 14 de enero de 2018 en la derrota por 1-4 ante Islandia en un partido amistoso, donde entró de cambio en el segundo tiempo por [Osvaldo Haay]]. El 25 de mayo de 2021 anotó su primer gol internacional en Dubai ante Afganistán en un partido amistoso.
El 11 de octubre de 2021 Vikri anotó su primer gol en un partido competitivo en la victoria por 3-0 sobre China Taipei por la clasificación para la Copa Asiática 2023. El 25 de diciembre de 2021 debutó en el Campeonato de la AFF 2020 donde anotó un gol en la victoria por 4-2 en tiempo extra sobre Singapur. También anotó un gol en la final ante Tailandia en el empate 2-2 en el partido de ida.

## Logros

### Club
- Copa de Polonia: 2018–19[10]
- Supercopa de Polonia: 2019[11]

### Individual
- Mejor jugador del AFF U-19 Youth Championship: 2017
- Goleador del AFF U-19 Youth Championship: 2017 (8 goles)
- Jugador revelación del Toulon Tournament: 2017[12]
- Goleador de los Southeast Asian Games: 2021 (3 goles)
- Gol del mes de la Fortuna Liga: Noviembre 2021[13][14]
- Futbolista del mes de la Liga 1: Diciembre 2024[15]
- Gol del mes en la Liga 1: Abril 2025[16]
- Equipo Ideal de la Liga 1: 2024–25[17]
- Equipo Ideal por la APPI Indonesian Football: 2024–25[18]